# エキサイティングベースボール
『エキサイティングベースボール』は、1987年12月8日にコナミより発売された、野球を題材にしたファミリーコンピュータ ディスクシステム向けゲームソフト。

## 概要
前年12月にリリースされた『プロ野球ファミリースタジアム』（以下、『ファミスタ』）のヒットにより、野球ゲームが多くリリースされたが、これもその中の一つ。のちに『実況パワフルプロ野球』（1994年）シリーズでジャンルを席巻する、コナミの家庭用ゲーム機初の野球ゲームであり、ディスクシステムの野球ゲームではベースボール（カセット版からの移植）があったものの、ディスクシステムのオリジナル作品としても初めてのゲームとなった。チームエディット機能が搭載されそれをセーブ可能という、ディスクシステムというプラットホームを生かした機能もあった。
同時期（1980年代後半）に出た野球ゲームの続編が制作される中、エキサイティングベースボールの続編は制作されなかった。
エディットチームで戦うプログレスモードでは、オリジナルのノンプロチーム（アニマルズ・インセクターズ・ガールズ・コスモスターズ・サカナーズ・サラダース・スシーズ・スポーツ・トクガワーズ・トリーズ・ブックス・フルーツ・ボーイズ・ボディーズ・マップス・マネーズ・ミュージックス・モンスターズ・ワールズの19チーム）から3勝して、さらに、プロの12チームから2勝しなければ優勝できない長丁場である。また、エディットチーム同士でトレードもできた。

## 評価
ゲーム誌『ファミリーコンピュータMagazine』の読者投票による「ゲーム通信簿」での評価は以下の通りで13.20点（満25点）となっている。また、同雑誌1991年5月24日号特別付録の「ファミコンディスクカード オールカタログ」では、「当時としては画期的な自分のオリジナルチームを作り成長させていくモードと、さらにそのチームで友達のオリジナルチームと対戦できるというモードがついていた」と紹介されている。
| 項目 | キャラクタ | 音楽 | 操作性 | 熱中度 | お買得度 | オリジナリティ | 総合  |
| 得点 | 2.60       | 2.60 | 2.50   | 2.70   | -        | 2.80           | 13.20 |

ゲーム誌『ユーゲー』では、「コナミ野球ゲームの原点と言える作品で、高低の概念を導入したピッチングや、育成モードなどの革新的な要素は、現在の『パワプロ』シリーズにも継承されている興味深い作品だ」と評している。

## 関連書籍
- 『必勝完ペキ本 エキサイティングベースボール』1988年2月20日、徳間書店発行